# スキンファクシとフリームファクシ

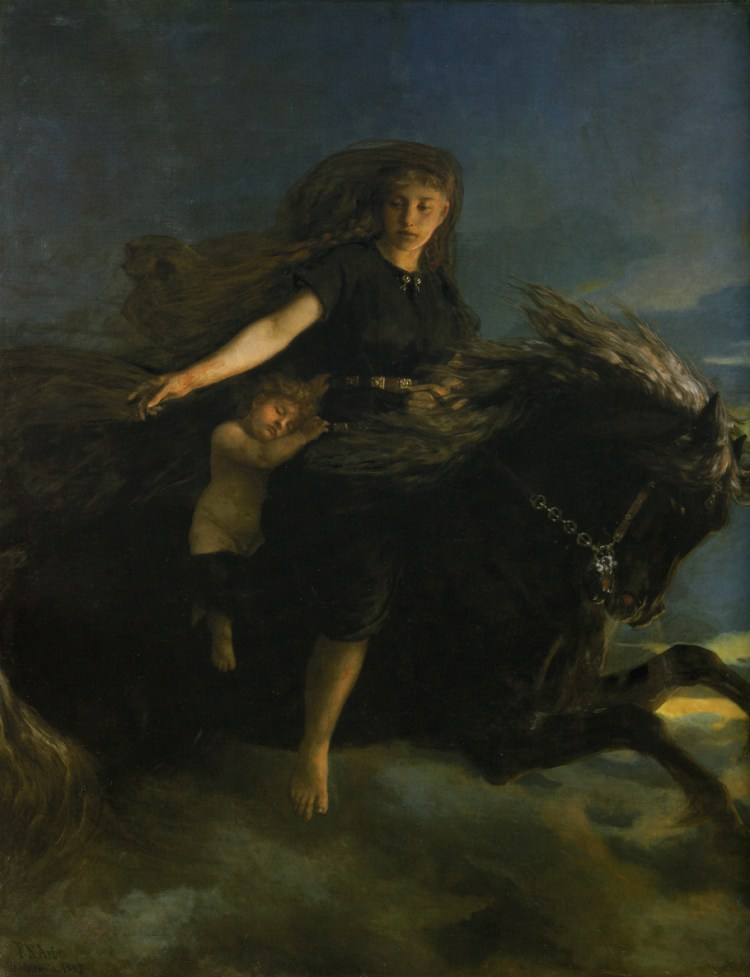
ペーテル・ニコライ・アルボが描いたフリームファクシと女神ノート。

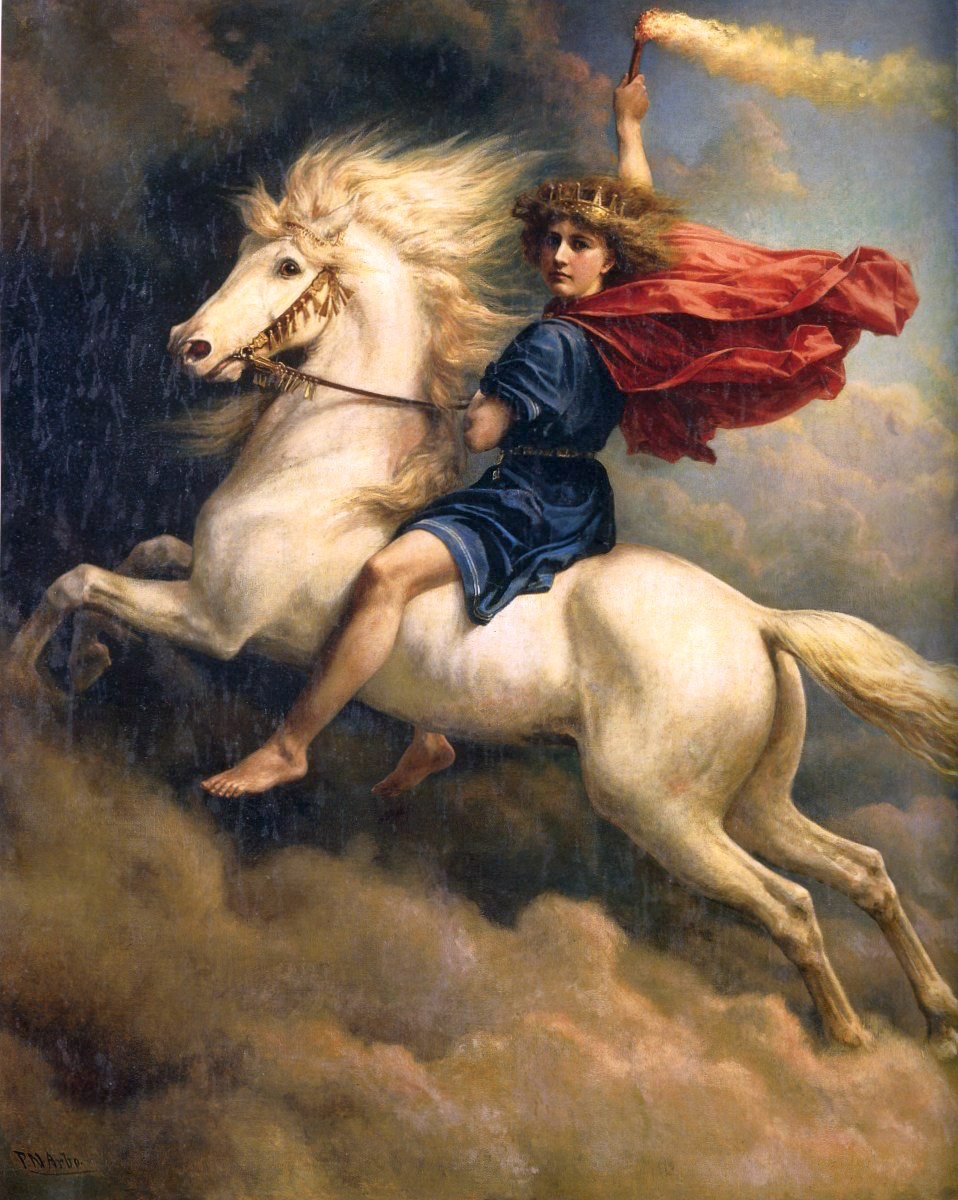
同じくアルボが描いたスキンファクシと神ダグ（1874年）。

スキンファクシ(Skinfaxi)とフリームファクシ(Hrímfaxi)は、北欧神話に登場する馬の名である。

## 解説
『古エッダ』の『ヴァフスルーズニルの言葉』第12・14節、および『スノッリのエッダ』第一部『ギュルヴィたぶらかし』での説明によると、前者は昼の神ダグ、後者は夜の女神ノートの馬である。なお、前者の名は「光のたてがみ」「輝くたてがみ」(shining mane)を、後者の名は「霜のたてがみ」(rime mane または frost mane)を意味する所有複合語である。
『スノッリのエッダ』第二部『詩語法』によると、スキンファクシにはグラズ(Glaðr)、フリームファクシにはフィヨルズヴァルトニル(Fjörsvartnir)という別名がある。

### スキンファクシ
スキンファクシは毎日、ダグの乗る馬車を引いて空を渡る。そのたてがみが空と地上を照らした。この馬の神話は、北欧青銅器時代(en)の宗教に由来すると考えられている。というのは、空を横切って太陽を引く馬に関連した信仰の確実な証拠があるためである。
1頭の馬に引かれる太陽の馬車(en:Trundholm sun chariot)は、おそらくは第2の馬によって空の東から西へ移動していくと想像されていた。
アールヴァクとアルスヴィズという、太陽の女神ソールの馬車を引く馬およびもう1台の馬車を引く馬も、スキンファクシとフリームファクシに関連がある。

### フリームファクシ
フリームファクシは12時間ごとに大地の上を通るように天を駆ける。馬銜（はみ）の泡が降りて地上を湿らせるとされている。